# Thổ dân tại Argentina

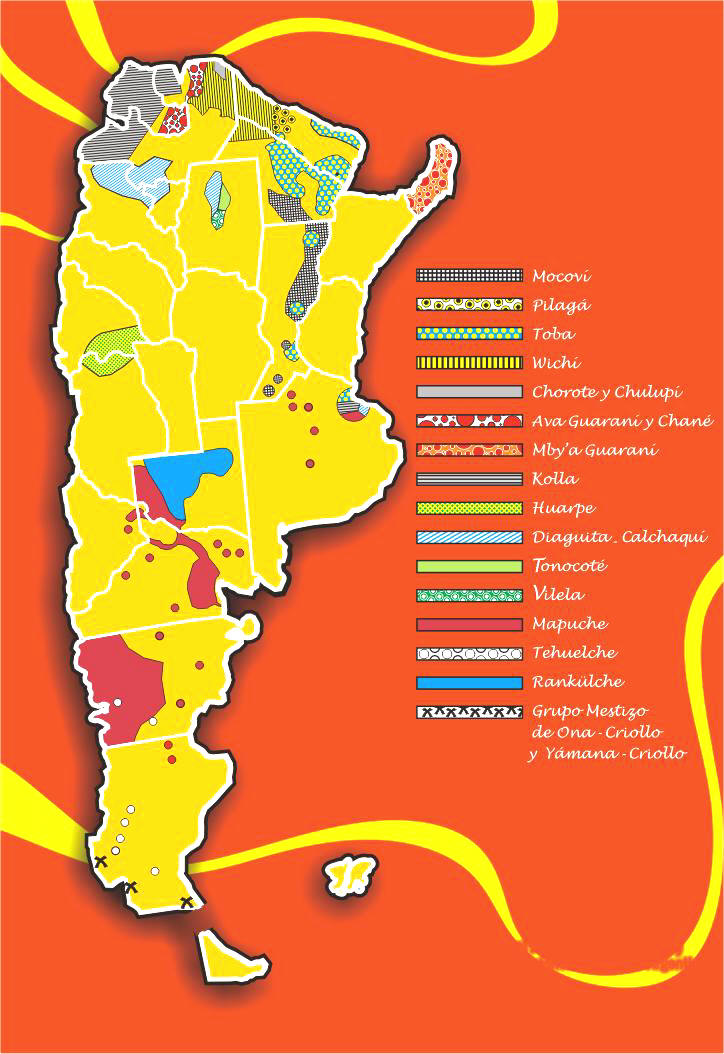
Phân bố của người bản địa ở Argentina.

Thổ dân tại Argentina theo Cơ quan Khảo sát bổ sung của người dân tộc thiểu số năm 2004,  trong nỗ lực đầu tiên của chính phủ trong hơn 100 năm để nhận biết và phân loại dân số theo dân tộc. Trong cuộc khảo sát, dựa trên sự tự nhận dạng hoặc tự gán, khoảng 600.000 người Argentina tuyên bố là hậu duệ người Anh điêng hoặc thế hệ đầu tiên của người Anh điêng, nghĩa là 1,49% dân số.  Dân số đông nhất trong số này là Aonikenk, Kolla, Qom, Doesí, Diaguita, Mocoví, Huarpe peoples, Mapuche và Guarani  Trong cuộc điều tra dân số năm 2010, 955.032 người Argentina tuyên bố là hậu duệ người Anh điêng hoặc thế hệ đầu tiên của người Anh điêng, chiếm 2,38% dân số.  Nhiều người Argentina cũng tuyên bố ít nhất một tổ tiên bản địa: trong một nghiên cứu di truyền gần đây được thực hiện bởi Đại học Buenos Aires, hơn 56% trong số 320 người Argentina được lấy mẫu có ít nhất một tổ tiên bản địa trong một dòng dõi của cha mẹ và về 11% có tổ tiên bản địa trong cả hai dòng dõi của cha mẹ.
Tỉnh Jujuy, ở Tây Bắc Argentina, là nơi có tỷ lệ hộ gia đình cao nhất (15%) với ít nhất một người bản địa hoặc hậu duệ trực tiếp của người bản địa; Các tỉnh Chubut và Neuquén, ở Patagonia, có tỷ lệ lên tới 12%.

## Lịch sử

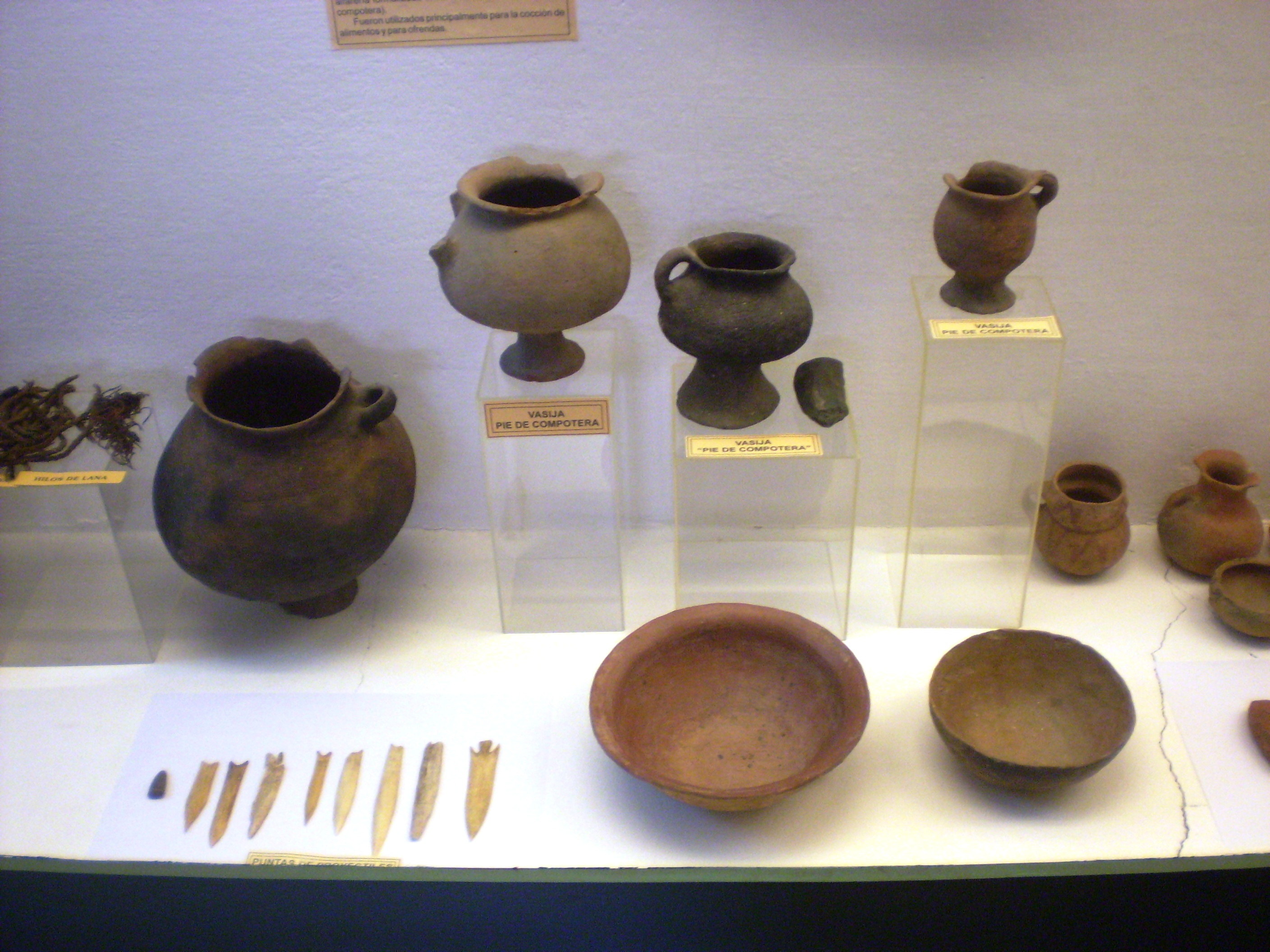
Hiện vật tại Bảo tàng Pío Pablo Díaz ở Cachi, tỉnh Salta. Một trong số nhiều người ở Argentina dành cho dân tộc học của người bản địa

Vào năm 1500, nhiều cộng đồng bản địa khác nhau đã sống ở Argentina ngày nay. Họ không phải là một nhóm thống nhất mà là nhiều nhóm độc lập, với ngôn ngữ, xã hội và quan hệ riêng biệt với nhau. Kết quả là, họ đã không phải đối mặt với sự xuất hiện của thực dân Tây Ban Nha như một khối duy nhất và có những phản ứng khác nhau đối với người châu Âu. Người dân Tây Ban Nha coi thường dân bản địa, đến mức họ nghi ngờ liệu họ có linh hồn hay không, theo suy nghĩ chung ở châu Âu. Vì lý do này, họ giữ rất ít thông tin lịch sử về họ.

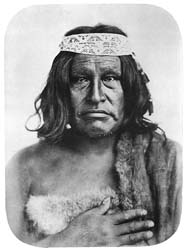
Tehuelche Cacique Casimiro Biguá, 1864

Trong thế kỷ 19, các phong trào dân số lớn đã thay đổi nhân khẩu học gốc Patagonia. Từ năm 1820 đến 1850, người Aonikenk ban đầu đã bị chinh phục và trục xuất khỏi lãnh thổ của họ bằng cách xâm chiếm quân đội Mapuche (được gọi là quân đội Teuelches). Đến năm 1870, hầu hết miền bắc Patagonia và vùng đông nam Pampas đã được Araucanized.  Trong Thế hệ 1880, Nhập cư châu Âu được khuyến khích mạnh mẽ như một cách chiếm lĩnh một lãnh thổ trống rỗng, cấu hình dân số quốc gia và, thông qua nỗ lực thuộc địa của họ, dần dần đưa quốc gia vào thị trường thế giới. Những thay đổi này có lẽ được tóm tắt tốt nhất bằng phép ẩn dụ nhân học nói rằng người Argentina xuống từ tàu.  Sức mạnh của việc nhập cư và đóng góp của nó cho dân tộc học Argentina là rõ ràng bằng cách quan sát rằng Argentina trở thành quốc gia thứ hai trên thế giới nhận được những người nhập cư nhiều nhất, với 6,6 triệu người, chỉ đứng sau Hoa Kỳ với 27 triệu và trước các quốc gia như Canada, Brazil, Úc, v.v.
Sự mở rộng của các cộng đồng di dân châu Âu và các tuyến đường sắt về phía tây vào Pampas và về phía nam vào Patagonia đã gặp phải các cuộc đột kích của Malón bởi các bộ lạc di dời. Điều này dẫn đến cuộc chinh phục sa mạc vào những năm 1870, dẫn đến hơn 1.300 người chết bản địa.   Các nền văn hóa bản địa ở Argentina do đó bị ảnh hưởng bởi quá trình bất khả xâm phạm, được chính phủ thúc đẩy trong nửa sau của thế kỷ 19 và đầu 20.
Các cuộc thám hiểm, nghiên cứu và viết lách của Juan Bautista Ambrosetti và các nhà dân tộc học khác trong thế kỷ 20 đã khuyến khích sự quan tâm rộng rãi hơn đối với người bản địa ở Argentina, và những đóng góp của họ cho văn hóa quốc gia đã được nhấn mạnh hơn nữa trong chính quyền của Tổng thống Juan Perón trong những năm 1940 và 1950. một phần của văn hóa Crioche mộc mạc và những giá trị được Perón tôn vinh trong thời kỳ đó.  Chính sách phân biệt đối xử với những người này và các nhóm thiểu số khác chính thức chấm dứt, hơn nữa, với ngày 3 tháng 8 năm 1988, ban hành Luật Chống phân biệt đối xử (Luật 23.592) của Tổng thống Raúl Alfonsín, và đã bị phản đối hơn nữa với việc thành lập một văn phòng chính phủ, Viện quốc gia chống phân biệt đối xử, Xenophobia và phân biệt chủng tộc (INADI), vào năm 1995.  Tỉnh Corrientes, năm 2004, trở thành người đầu tiên trong quốc gia trao giải bằng ngôn ngữ bản địa (Guaraní) với tư cách đồng chính thức,  và tất cả 35 người bản địa đã được công nhận bởi cả Tổng điều tra dân số bản địa năm 2004 và bằng cách đưa họ vào danh mục tự mô tả trong tổng điều tra dân số năm 2010; Do đó, các cộng đồng bản địa và người châu Phi-Argentina đã trở thành những nhóm duy nhất được công nhận là nhóm dân tộc theo điều tra dân số năm 2010.